# Уварове
Ува́рове (до 1948 — Алі́-Ба́й та Кия́т, крим. Ali Bay, Qıyat) — село Керченського району Автономної Республіки Крим.
Відстань від райцентру до населеного пункта становить 64 кілометрів по прямій.
У 2023 році у проєкті Постанови Верховної Ради України «Про перейменування деяких населених пунктів Автономної Республіки Крим» село запропоновано перейменувати на Кият.